# Ball Square (métro de Boston)
Ball Square est une station de métro à la limite de Medford et Somerville, dans le Massachusetts, aux États-Unis. Située sur une branche de la ligne verte du métro de Boston entre Medford/Tufts et Magoun Square, elle a ouvert le 12 décembre 2022.